# Muraena argus
Muraena argus és una espècie de peix de la família dels murènids i de l'ordre dels anguil·liformes.

## Morfologia
Els mascles poden assolir els 120 cm de longitud total.

## Distribució geogràfica
Es troba des de Mèxic fins al Perú, incloent-hi les Illes Galápagos.